# Kryoablation

Temperaturverteilung bei der Kryoablation

Das animierte GIF zeigt eine Kryoablation im rechten Leberlappen mit zwei Sonden im Zeitraum von ca. 30 Minuten

Die Kryoablation ist eine Methode die zur Arrhythmiebehandlung in der Kardiologie und der Herzchirurgie oder zur Zerstörung von Tumoren eingesetzt wird. 
Bei der Anwendung In der Herzchirurgie wird das für die Arrhythmie verantwortliche Herzmuskelgewebe gezielt unterkühlt. Arrhythmien können mit einer minimalinvasiven Katheterablation oder mit einer chirurgischen Sonde behandelt werden. Weil die Kryotherapie die Zellen gefriert – im Unterschied zu der hitzebasierten Radiofrequenzablation – stellt sie eine alternative Behandlungsoption für Elektrophysiologen und Herzchirurgen dar.
In der Krebsbehandlung können Tumoren durch Vereisung zerstört werden, besonders in Fällen wenn eine chirurgische Entfernung nicht möglich ist. Anwendung findet diese Technik bei Krebs in Knochen, Brust, Gebärmutterhals,  Auge, Niere, Leber, Lunge und in der Prostata. (Siehe hierzu auch den Abschnitt „Kryochirurgie“ im Artikel „Kryotherapie“.) Zur Optimierung der Wirkung wird der Prozess von Kühlen und Auftauen meist einige Male wiederholt.

## Kryoablation in der Behandlung von Arrhythmien

### Durchführung und Wirkungsprinzip
Die Spitze des Kryoablationskatheters wird auf Temperaturen von unter 0 °C heruntergekühlt. Über die Spitze des Katheters wird dem umliegenden Gewebe Wärme entzogen. In Abhängigkeit vom verwendeten Katheter entstehen an der Katheterspitze Temperaturen von −75 °C oder sogar kälter. Vom Patienten wird diese Kälte nicht wahrgenommen.
Die für die Leitung der Arrhythmie verantwortlichen Herzmuskelzellen werden durch die Kälteeinwirkung so verändert, dass sie elektrische Erregungen nicht mehr leiten können.

### Testen des Ablationsortes
Im Unterschied zur hitzebasierten Ablation ist die Kryoablation mit einigen Vorteilen verbunden. Wenn Herzmuskelzellen nur leicht gekühlt werden, kann der Arzt das Gewebe auf den gewünschten Effekt hin testen, bevor eine dauerhafte Läsion erzeugt wird. Ist der Katheter nicht an der richtigen Stelle positioniert oder unerwünschte Effekte treten auf, wird die Kältebehandlung gestoppt und das Gewebe erwärmt sich wieder auf die normale Körpertemperatur. Einige Ärzte schätzen die Sicherheit dieses Tests, bevor sie eine dauerhafte Verödung erzeugen, die an dieser Stelle ineffektiv sein könnte.

### Geringeres Risiko der AV-Knotenblockierung
Der AV-Knoten ist Teil des Erregungsleitungssystems und leitet die elektrischen Impulse von den Herzvorhöfen zu den Herzkammern. Wenn Gewebe in der Nähe des AV-Knotens abladiert wird, besteht das Risiko, diese AV-Knotenleitung zu blockieren – das heißt, die normale Erregung der Vorhöfe kann nicht mehr zu den Herzkammern weitergeleitet werden. In diesem Fall muss ein Herzschrittmacher implantiert (eingesetzt) werden. Verständlicherweise ist eine AV-Knotenblockierung eine Komplikation, die vermieden werden soll. Einige Ärzte schätzen die Test-Eigenschaften der Kryoablation, da bei Eingriffen nahe am AV-Knoten die Wahrscheinlichkeit einer AV-Knoten-Blockierung geringer ist als bei Einsatz von Hitze.

### Schmerzen
Im Gegensatz zur Ablation mit Hitze ist die Kryoablation weitestgehend schmerzfrei.

### Erfolgsraten
Die Erfolgsrate bei der Therapie mittels Kryoablation ist hoch, variiert aber abhängig von der Art der behandelten Herzrhythmusstörung. Generell ist die Erfolgsrate vergleichbar mit der von hitzebasierten Ablationsverfahren. Neuere Erfahrungen und Studien zeigen, dass in einigen Fällen die Kryotherapie sicherer als die konventionelle Radiofrequenzablation ist. Insbesondere dann, wenn die zu behandelnde Region sehr nahe an empfindlichen Strukturen des Herzens wie z. B. dem AV-Knoten
liegt.

## Kryotherapie in der Herzchirurgie

Kryosonde

Wie auch bei Katheter basierten Prozeduren, kann in der Herzchirurgie Kälte zur Behandlung von Arrhythmien eingesetzt werden. Bei chirurgischen Prozeduren wird eine flexible Sonde entweder von innen (endokardial z. B. im Rahmen einer Mitralklappenoperation) oder von außen auf dem Herzen (epikardial z. B. bei Bypass-Operationen) platziert. Durch die Kälteeinwirkung wird das Herzmuskelgewebe, welches für die Arrhythmie verantwortlich ist vernarbt. Es entsteht eine Läsion, welche elektrische Reize nicht mehr leiten kann. Hierdurch wird eine Arrhythmie bzw. deren Ausbreitung verhindert.